# Wear My Kiss
Wear My Kiss è il terzo singolo del gruppo britannico Sugababes estratto dal loro settimo album, Sweet 7. È stato scritto da Fernando Garibay, Bruno Mars, Philip Lawrence e dai fratelli Carlos & Steven Battey, prodotto da Fernando Garibay.
È il secondo singolo in cui compare Jade Ewen come membro del gruppo. È stato pubblicato per il download digitale il 21 febbraio 2010, seguito dal CD singolo il giorno successivo. Considerando tutte le formazioni che si sono succedute, è il ventiseiesimo singolo del gruppo.

## Critica
David Balls del Digital Spy ha dato un giudizio molto positivo e quattro stelle su cinque, dicendo:
"Quest'ultimo singolo dimostra che c'è ancora vita nelle 'Babes. Prodotta dallo stesso produttore di PCD e Britney, 'Wear My Kiss' è una canzone pop con versi opportunamente sexy e un ripetitivo "da-da-da" che batte nel cervello come uno shrapnel. Il risultato? Molto contemporanea, molto radio-friendly e soprattutto con un sound più riconducibile alle Sugababes di 'Get Sexy' o 'About a Girl'."
Fraser McAlpine della BBC ha dato un giudizio negativo e due stelle su cinque:
"Non sono sicuro su cosa è più deludente: la canzone o la band. Per quanto mi sforzi, non riesco a sentire la fusione magica di tre voci complementari. Tutto quello che riesco a sentire sono tre cantanti soliste che cantano a turno. Anche quando cantano tutte assieme nel ritornello, c'è qualcosa che non torna. E' forte la tentazione di suggerire che la cosa che manca è Keisha'."

## Video
Il video è stato girato il 14 dicembre 2009. Il video è stato mostrato per la prima volta sul MySpace ufficiale delle Sugababes il 20 gennaio 2010, mentre un'anteprima del video è andata in onda su Channel 4 e 4Music il 9 gennaio.
Nel video, le ragazze ballano in una stanza vuota e alle loro spalle appare l'oggetto citato in ogni verso. La prima è Amelle, uno dei suoi versi dice "I'm like the tie, around your neck" e appare dietro di lei una cravatta gigante; in un altro verso dice "I'm like the watch around your wrist" e un orologio da polso è alle sue spalle. Nel pre-chorus cantato da Heidi, un verso dice "make you wanna buy a ring" e un enorme anello di cristallo appare dietro lei. Nei versi di Jade un pezzo dice "I'm like the shoes, you like to wear" e un gigantesco paio di scarpe le appare alle spalle.
Altre scene includono le ragazze che ballano all'aperto con centinaia di cloni alle loro spalle, mentre verso la fine della canzone le tre ragazze sono insieme nella stanza vuota con le luci abbassate e un laser in movimento intorno a loro.

## Tracce e formati
Digital Download
1. Wear My Kiss (Radio Edit) – 3:06
2. Wear My Kiss (7th Heaven Remix) – 3:35

Digital Download - Remixes
1. Wear My Kiss – 3:44
2. Wear My Kiss (Switch Alt Mix) – 3:21
3. Wear My Kiss (7th Heaven Remix) – 7:04

CD Single
1. Wear My Kiss – 3:44
2. Wear My Kiss (7th Heaven Club Mix) – 7:04
3. Wear My Kiss (WAWA Remix) – 5:20

## Classifiche
| Classifica (2010) | Posizione raggiunta |
| ----------------- | ------------------- |
| Regno Unito       | 7                   |
| Irlanda           | 9                   |
| Bulgaria          | 29                  |